# Хаймерот, Кристофер
Кристофер Хаймерот (нем. Christofer Heimeroth; 1 августа 1981, Унна, ФРГ) — немецкий футболист, голкипер, тренер.

## Карьера
Кристофер за время своего детства и юношества сменил множество команд. Последней из них стала команда «Шальке 04», в которую он пришёл заниматься в 1999 году. В 2000 году Хаймерот стал игроком второй команды «Шальке», где смог почти сразу закрепиться и стать основным вратарём. В 2001 году впервые был взят на тренировки с основной командой, но ни на одном матче так и не присутствовал, даже в качестве запасного. В сезоне 2003/04 его роль в команде несколько подросла, он стал третьим голкипером команды. Дебют в Бундеслиге для Кристофера состоялся 3 апреля 2004 года в домашнем матче 27-го тура против «Гамбурга», который закончился победой «Шальке» со счётом 4:1. Заиграть в Гельзенкирхене у Хаймерота не получилось и летом 2006 года он перешёл в мёнхенгладбахскую «Боруссию». 11 ноября 2006 года дебютировал за новую команду в выездном матче 12-го тура против того же «Гамбурга», который закончился вничью 1:1. Заиграть в «Боруссии» ему также не удалось, сначала место основного голкипера занимал Кейси Келлер, затем после возвращения в Бундеслигу — Уве Господарек. Ныне является вторым вратарём команды после Логана Бэйлли. На данный момент Кристофер провёл всего лишь один полноценный сезон. Это был сезон 2007/08, когда мёнхенгладбахцы выступали во второй Бундеслиге.